# Фигуры Хладни

Примеры фигур Хладни из книги Э.Хладни «Акустика»

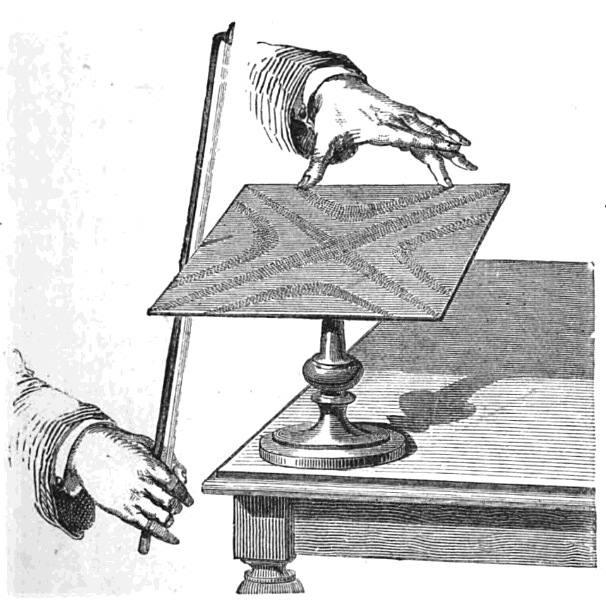
Метод получения резонанса пластины с использованием смычка

Фигу́ры Хла́дни — фигуры, образуемые скоплением мелких частиц (например, песка) вблизи пучностей или узловых линий на поверхности упругой колеблющейся пластинки. Названы в честь немецкого физика Эрнста Хладни, обнаружившего их. Эффекты, являющиеся причинами возникновения фигур Хладни, изучаются киматикой.

## История
В 1787 году Эрнст Хладни в своей книге «Открытия по теории звука» описал эксперименты с металлическими пластинами, посыпанными песком. Эти опыты показали, как вибрации звука формируют фигуры Хладни, отражающие свойства стоячих волн.
В XIX веке скрипичные мастера применяли этот метод для проверки дек. Песок, насыпанный на поверхность дек, под воздействием звука образовывал фигуры, которые демонстрировали их вибрационные характеристики. Это позволяло мастерам сравнивать и настраивать деки для достижения высокого качества звучания.

## Расположение частиц
Относительно крупные частицы собираются в узловых линиях, где амплитуда колебаний нулевая или относительно мала (это явление наблюдал Хладни). Если частицы относительно малы, то они собираются не в узлах, а в пучностях (это явление было замечено Саваром и объяснено Фарадеем как следствие акустических течений в окружающей пластинку среде, например, воздухе). В случае микро- и наночастиц, не видимых невооружённым глазом, также установлена зависимость места концентрации частиц от их размера.

## Галерея изображений фигур Хладни
Фигуры Хладни на квадратной пластине, закреплённой в центре, полученные на разных модах колебаний

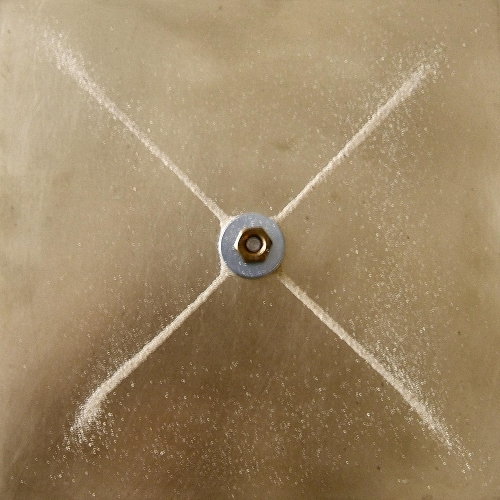
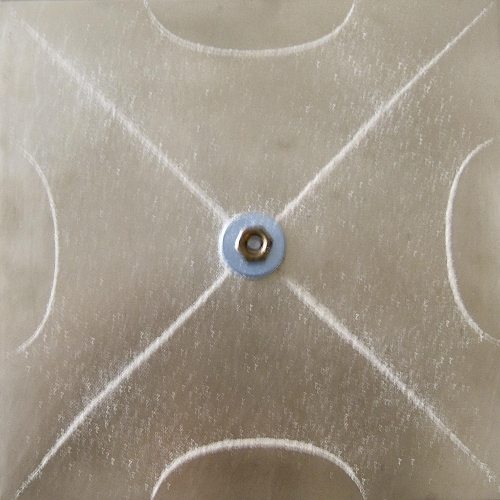
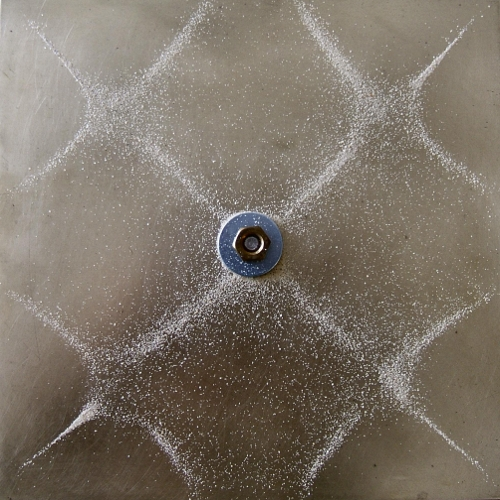
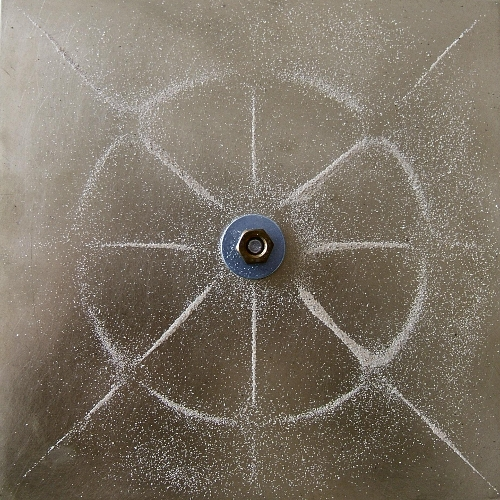

| Образование фигур Хладни на пластинах различной формы (видео) | Образование фигур Хладни на пластинах различной формы (видео) | Образование фигур Хладни на пластинах различной формы (видео) | Образование фигур Хладни на пластинах различной формы (видео) | Образование фигур Хладни на пластинах различной формы (видео) | Образование фигур Хладни на пластинах различной формы (видео) |
| ------------------------------------------------------------- | ------------------------------------------------------------- | ------------------------------------------------------------- | ------------------------------------------------------------- | ------------------------------------------------------------- | ------------------------------------------------------------- |
|                                                               |                                                               |                                                               |                                                               |                                                               |                                                               |
|                                                               |                                                               |                                                               |                                                               |                                                               |                                                               |
|                                                               |                                                               |                                                               |                                                               |                                                               |                                                               |
|                                                               |                                                               |                                                               |                                                               |                                                               |                                                               |
|                                                               |                                                               |                                                               |                                                               |                                                               |                                                               |
|                                                               |                                                               |                                                               |                                                               |                                                               |                                                               |